# Afrodite Aphrodisias helgedom
Afrodite Aphrodisias helgedom var ett tempel i staden Aphrodisias i Mindre Asien tillägnad gudinnan Afrodite. Det var en under antiken berömd pilgrimsort, och fungerade även som en asyl. 
Helgedomen var ursprungligen en lokal kultplats till en lokal fruktbarhetsgudinna, och ett enkelt tempel tros ha funnits här på 600-talet f.Kr. Under hellenistisk tid hade gudinnan kommit att bli identifierad med Afrodite och blivit en pilgrimsort för alltmer långväga besökare, något som med tiden gjorde staden mycket förmögen. Ett nytt och mer praktfullt, monumentalt tempelkomplex uppfördes under det första århundradet före Kristus, bekostat av den förmögna före detta slaven Zolios. År 39 f.Kr. fick staden även rättighet som asyl för brottslingar från den romerska senaten, något som ytterligare gynnade den som pilgrimsort. Templet var centralpunkten för staden och blev berömt för sin skulpturskola, och helgedomen och staden blev kända för sina skulpturer och konst i marmor. Templet stängdes och gjordes om till en kristen kyrka under förföljelserna av hedningarna efter införandet av kristendomen under 300-talet. Det revs 481–484 sedan det hade varit föremål för hedniska oppositionella mot den kristne kejsaren, som önskade återupprätta templet som helgedom för Afrodite. 